# Claire Bloom
Claire Bloom, właśc. Patricia Claire Blume (ur. 15 lutego 1931 w Londynie) – brytyjska aktorka filmowa, telewizyjna i teatralna.

## Kariera
Aktorka jest córką żydowskich emigrantów z Rosji. Jest absolwentką uczelni Central School of Speech and Drama w Londynie. Swoje pierwsze aktorskie doświadczenia zdobywała w radiowych programach BBC. W 1946, w wieku 15 lat zadebiutowała na teatralnej scenie w Oxford Repertory Theatre w Oksfordzie. Rok później wystąpiła na deskach londyńskiego West Endu w sztuce Christophera Fry'a pt. The Lady’s Not For Burning, gdzie partnerowała Johnowi Gielgudowi oraz początkującemu Richardowi Burtonowi. W 1952 Charlie Chaplin powierzył jej główną rolę w swoim głośnym filmie Światła rampy. Zaowocowało to szybkim rozwojem jej kariery i udziałem w kolejnych uznanych produkcjach; takich jak: Ryszard III (1955), Aleksander Wielki (1956) czy Bracia Karamazow (1958). W tym samym czasie rozwijała się jej kariera teatralna; dołączyła do stałej ekipy teatru The Old Vic. Występowała także na scenach teatrów Nowego Jorku.
Pomimo upływu lat regularnie pojawia się zarówno w produkcjach kinowych jak i telewizyjnych. W 2010 wcieliła się w rolę królowej Marii, matki króla Jerzego VI w obsypanym nagrodami filmie Jak zostać królem w reżyserii Toma Hoopera.

## Życie prywatne
Jej pierwszym mężem w latach 1959–1969 był aktor Rod Steiger. Z tego związku ma swoją jedyną córkę Annę (ur. 1960), która została śpiewaczką operową. Kolejne dwa małżeństwa; z producentem Hillardem Elkinsem (w latach 1969-1972) oraz z pisarzem Philipem Rothem (w latach 1990−1995) również zakończyły się rozwodami.

## Filmografia
- Światła rampy (1952) jako Thereza
- Człowiek w połowie drogi (1953) jako Susanne Mallison
- Ryszard III (1955) jako lady Anne Neville
- Aleksander Wielki (1956) jako Barsine
- Bracia Karamazow (1958) jako Katya
- Korsarz (1958) jako Bonnie Brown
- Miłość i gniew (1959) jako Helena Charles
- Anna Karenina (1961) jako Anna Karenina
- Raport Chapmana (1962) jako Naomi Shields
- Wspaniały świat braci Grimm (1962) jako Dorothea Grimm
- Nawiedzony dom (1963) jako Theodora („Theo”)
- Prawda przeciw prawdzie (1964) jako Nina Wakefield
- Szpieg, który przyszedł z zimnej strefy (1965) jako Nan Perry
- Charly (1968) jako Alice Kinian
- Dom lalki (1973) jako Nora Helmer
- Wyspy na Golfsztromie (1977) jako Audrey
- Zmierzch tytanów (1981) jako Hera
- Anastazja: Tajemnica Anny (1986) jako caryca Aleksandra
- Spadkobiercy Emmy Harte (1986) jako Edwina
- Sammy i Rosie do łóżka! (1987) jako Alice
- Queenie (1987; serial TV) jako Vicky Kelley
- Dama i rozbójnik (1989) jako lady Emma Darlington
- Zbrodnie i wykroczenia (1989) jako Miriam Rosenthal
- Księżniczka i chochliki (1991) jako Praprababcia Irene (głos)
- Jej wysokość Afrodyta (1995) jako pani Sloan, matka Amandy
- Tunel (1996) jako Eleanor Trilling
- Drugie morderstwo w miasteczku (1999) jako Emma Sachs
- Wczorajsze dzieci (2000) jako Margaret
- Mroczna Argentyna (2003) jako Sara Sternberg
- Dziesięcioro przykazań (2006) jako Rani
- Jak zostać królem (2010) jako królowa Maria